# Киевский кирасирский полк (1698)
Киевский кирасирский полк (до 1756 года — Киевский драгунский полк) — кавалерийская воинская часть Русской императорской армии, сформированная в 1698 году и упразднённая в 1775 году.

## История полка
1 сентября 1698 года в селе Преображенском генералом Автономом Михайловичем Головиным сформирован из царедворцев четырёхротный Преображенский драгунский полк.
В августе 1700 года полк увеличен до 12 рот и назван Преображенским драгунским полковника Андрея Алферьевича Шневенца.
1 августа 1701 года приведён в состав 8 рот и назван Преображенским драгунским полковника Родиона Христиановича Бауера, а в 1703 году — Драгунским полковника Родиона Христиановича Бауера.
18 сентября 1703 года в штат полка добавлена одна драгунская рота и одна гренадерская рота.
В октябре 1706 года полк назван Киевским драгунским полком.
23 января 1709 года выделена гренадерская рота на сформирование Драгунского-гренадерского полковника фон-дер-Роппа полка.
В 1711 году утверждён штат полка в составе 10 драгунских рот.
10 мая 1725 года из Драгунского фон-дер-Роппа полка возвращена гренадерская рота, взамен выделена 1-я драгунская рота.
16 февраля 1727 года полк переименован во 2-й Арзамасский драгунский полк, но 13 ноября того же года переименован обратно в Киевский драгунский полк.
28 октября 1731 года гренадерская рота расформирована, с распределением чинов по драгунским ротам.
30 марта 1756 года приказано полк переформировать в пятиэскадронный кирасирский и назвать Киевским кирасирским полком. В августе того же года переформирован под руководством генерал-майора Михаила Никитича Волконского.
25 апреля 1762 года назван Кирасирским генерал-майора Измайлова полком, но 5 июля того же года переименован обратно в Киевский кирасирский полк.
К 1775 году Киевский кирасирский полк, согласно докладу Военной коллегии, состоял «в большом упадке» и 24 октября 1775 года приказано полк расформировать, а его эскадроны присоединить, в качестве шестых, к Кирасирскому Наследника, Лейб-кирасирскому, Новотроицкому кирасирскому, Казанскому кирасирскому и Кирасирскому Военного Ордена полкам.

## Боевые действия
С самого начала войны со Швецией в 1700 году полк принял в ней участие.
14 октября 1700 года прибыл под Нарву и 19 ноября участвовал в сражении с армией короля Карла XII.
18 июля 1702 года участвовал в сражении при Гуммельсгофе.
9 июня 1703 года полк участвовал в кавалерийском деле на р. Луге, в июле — сентябре того же года в составе отряда генерал-фельдмаршала Шереметева совершил поход в Лифляндию.
12 июля 1704 года принял участие в штурме Дерпта, после чего выступил к Нарве.
15 июля 1705 года участвовал в деле при Мур-мызе (Гемауэртгофе), 18 октября 1706 года — при Калише.
20 июля 1708 года полк участвовал в деле при с. Добром, 9 сентября — в деле у Кадина, 28 сентября — в сражении на р. Сож.
27 июля 1709 года принял участие в Полтавской битве.
С 5 октября 1709 года в составе отряда генерал-майора Боура направлен к Риге, с 29 апреля 1710 года — при осаде Риги.
В мае 1712 года выдвинут в шведскую Померанию. В ходе перехода, 1 июня 1712 года у деревни Пыздри (около Познани) полк был атакован и полностью уничтожен польско-шведско-татарским отрядом сторонников Станислава Лещинского и Карла XII. Осенью 1712 года полк восстановлен.
В ходе войны с Турцией 2 июля 1737 года участвовал в штурме и взятии Очакова.
Зимой 1737 года заступил на охрану южных границ.
22 июля 1739 года полк участвовал в деле у Синковиц.
В 1752 году полк был привлечён к усмирению бунта фабричных рабочих и крестьян в Калужской провинции.

## Командиры полка
- 1700—1701 — полковник Шневенц, Андрей Алферьевич
- 1701—17хх — полковник Боур, Родион Христианович
- 17хх—17хх — полковник Леонтьев
- 17хх—1712 — полковник Гордон, Фёдор Петрович (Теодор Гордон)
- 1712—17хх — полковник Загряжский, Артемий Григорьевич
- 1749—1756 — полковник (с 25.12.1755 генерал-майор) князь Волконский, Михаил Никитич
- 1770—1775 — полковник Поливанов, Иван Игнатьевич

## Знаки отличия полка
К 1700 году Преображенский драгунский полк имел белое полковое (двуглавый орёл в пальмовом венке) и пять чёрных ротных (крест в пальмовом венке) знамён, которые были захвачены шведами в битве под Нарвой 19 ноября 1700 года. Хранятся в Музее армии в Стокгольме.
В дальнейшем полку выдавались новые знамёна, а после преобразования в кирасирский — штандарты.